# Havrebjerg Sogn
Havrebjerg Sogn er et sogn i Slagelse Provsti (Roskilde Stift).
Siden 1574 var Gudum Sogn fra Slagelse Herred i Sorø Amt anneks til Havrebjerg Sogn fra Løve Herred i Holbæk Amt. Trods annekteringen dannede hvert sogn sin egen sognekommune. Havrebjerg blev ved kommunalreformen i 1970 indlemmet i Slagelse Kommune. Gudum gik med i Vestermose Kommune, der i 1966 blev dannet nordøst for Slagelse. Men den var for lille og blev også indlemmet i Slagelse Kommune ved selve kommunalreformen.
I Havrebjerg Sogn ligger Havrebjerg Kirke.
I sognet findes følgende autoriserede stednavne:
- Blæsinge (bebyggelse)
- Blæsinge By (bebyggelse, ejerlav)
- Havrebjerg (bebyggelse)
- Havrebjerg By (bebyggelse, ejerlav)
- Kagsmark (bebyggelse)
- Krænkerup (bebyggelse)
- Krænkerup By (bebyggelse, ejerlav)
- Kør-igennem (bebyggelse)
- Præstemark (bebyggelse)
- Smut-igennem (bebyggelse)